# Famille Duvivier (Mons)
Cette page explique l’histoire ou répertorie les différents membres de la famille Duvivier.
La famille Duvivier est une ancienne famille noble belge.

## Histoire
Vincent Duvivier obtient concession de noblesse le 4 juin 1829.
Ignace Louis Duvivier obtient concession du titre de chevalier avec institution d'un majorat le 8 octobre 1810 puis  concession de noblesse et titre de baron, transmissible par primogéniture masculine, le 15 mars 1823.

## Personnalités de cette famille
- Joseph-Maximilien Duvivier (1728-1796), médecin-pensionnaire de la ville de Mons
- Joseph-Hippolyte Duvivier (1752-1834), prêtre oratorien et écrivain ecclésiastique
- Auguste Duvivier (1772-1846), ministre
- Vincent Duvivier (1774-1851), lieutenant général
- Ignace Louis Duvivier (1777-1853), lieutenant général, inspecteur général de cavalerie
- Léopold Duvivier (1804-1866), président du tribunal de première instance de Malines, conseiller provincial du Brabant
- Charles Duvivier (1812-1892), avocat, agent de la Banque nationale et de la Société générale de Belgique, lieutenant-colonel commandant de la Garde civique de Mons
- Jules Duvivier (1858-1919), docteur en droit, avocat, échevin de Mons, conseiller provincial du Hainaut, député permanent du Hainaut

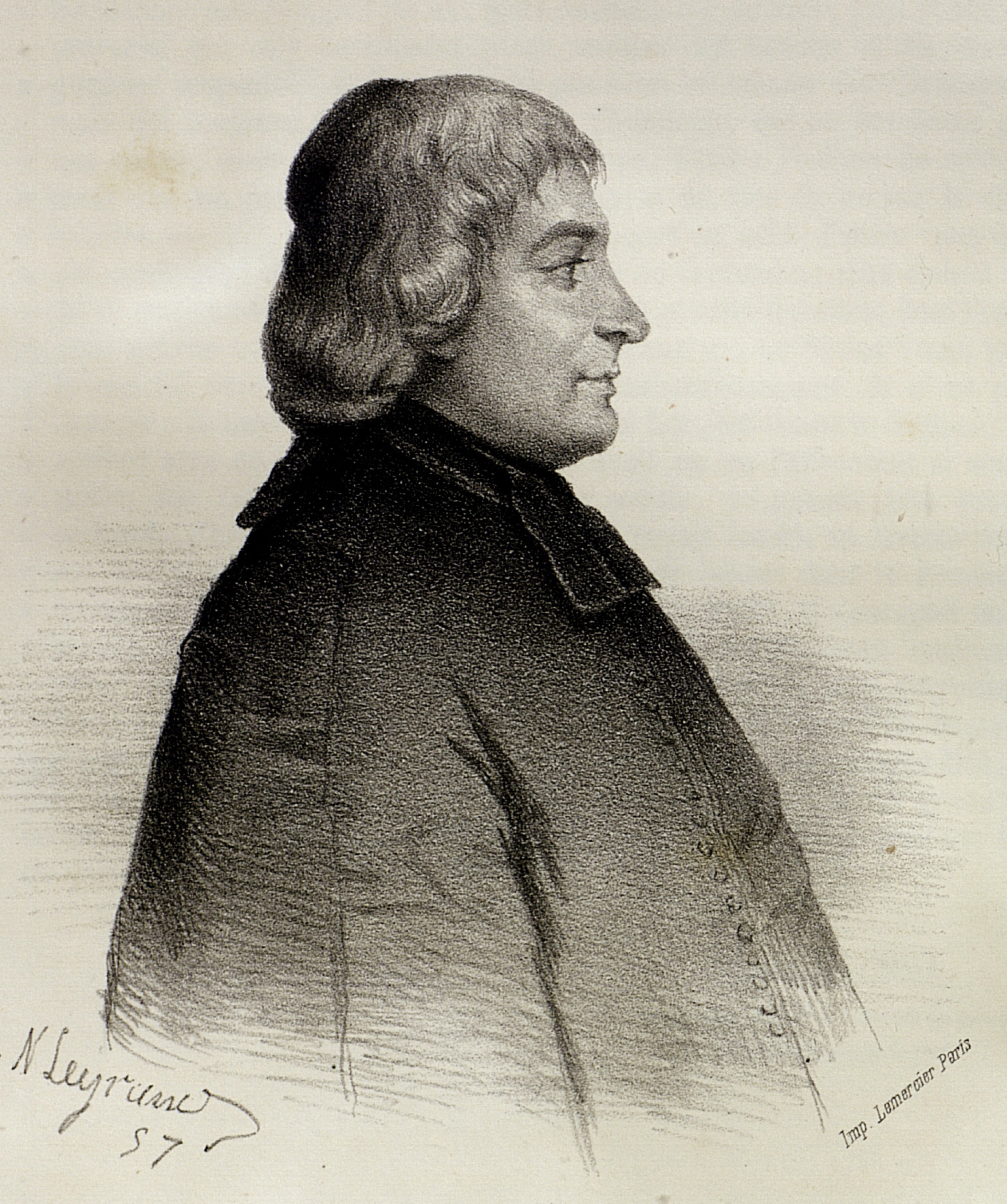
abbé Joseph-Hippolyte Duvivier
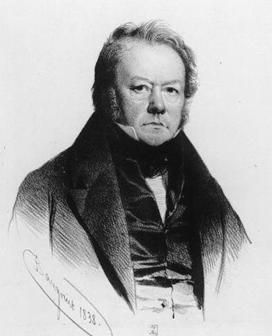
Auguste Duvivier
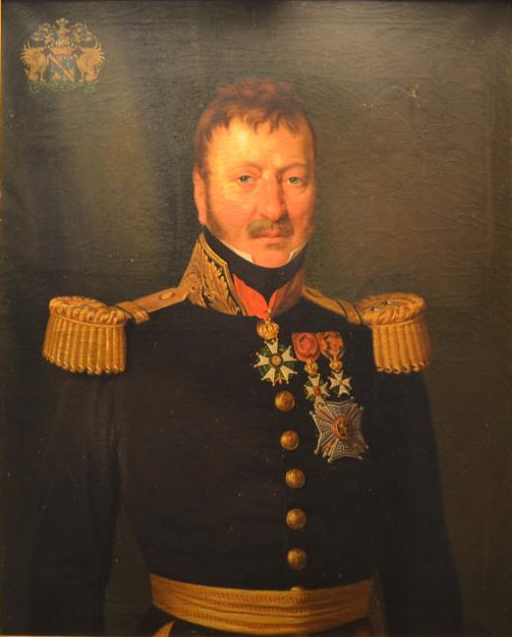
Ignace Louis Duvivier
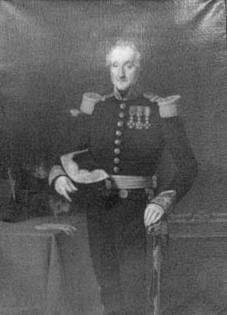
Vincent Duvivier
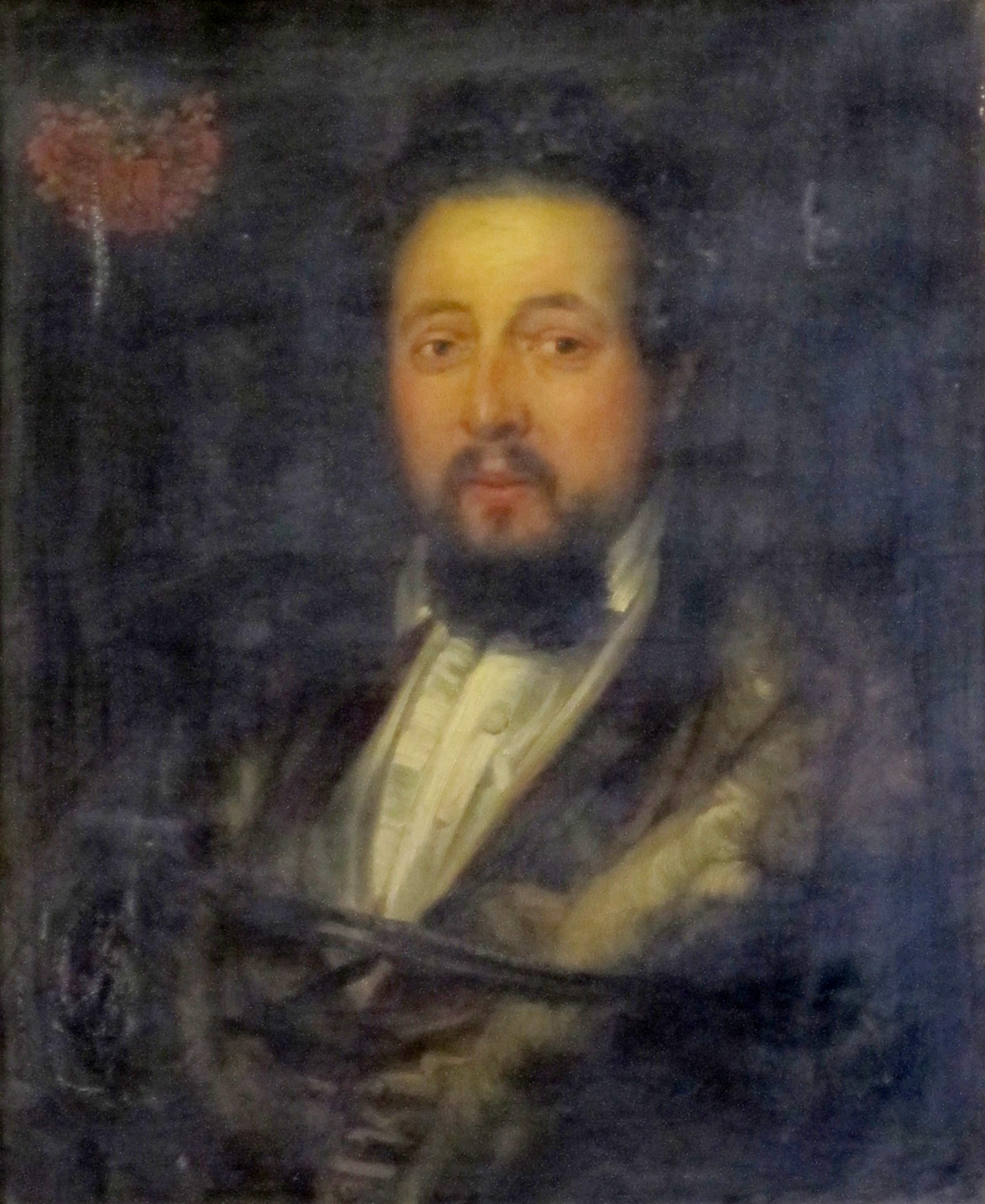
Léopold Duvivier
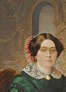
Aimée Victoire Jeannette Duvivier, baronne Lahure